# Teresa Puchowska-Sturlis
Teresa Puchowska-Sturlis, także Teresa Puchowska, Teresa Sturlis i Teresa Sturlis-Puchowska (ur. 26 maja 1931 w Wilnie) – reżyser filmów animowanych, członek Stowarzyszenia Filmowców Polskich.

## Życiorys
Teresa Puchowska-Sturlis ukończyła studia na Akademia Sztuk Pięknych im. Jana Matejki w Krakowie. Zawodowo związana była ze Studiem Małych Form Filmowych „Se-Ma-For” w Łodzi, w którym zaangażowana była w tworzenie filmów związanych z animacją lalkową. Początkowo pracowała jako grafik i dekorator, od 1956 jako asystentka reżysera – Edwarda Sturlisa (swojego męża), a po jego śmierci w 1980 została samodzielną reżyserką.

## Filmografia

### Asystentka reżysera
- „Plaża” (1964)
- „Imieniny Jacka” (1962),
- „Orfeusz i Eurydyka” (1961),
- „Kwartecik” (1965),
- „Mundur” (1965),
- „Człowiek i anioł” (1966),
- „Cudowne źródło” (1967),
- „Cudowny urlop” (1967),
- „Przygody Sindbada żeglarza” (1969),
- „Życiorys” (1969),
- „Pieczęć” (1969),
- „Duecik” (1970),
- „Rozbitek” (1970),
- „Lunatyk” (1972),
- „Dowcipy z brodą” (1973),
- „Ewolucja” (1974),
- „Klomb” (1975),
- „Leokadia i ciężary” (1975),
- „Leokadia i emerytura” (1975),
- „Leokadia i ostatnia przygoda” (1975),
- „Leokadia i przyjaźń” (1975),
- „Leokadia i skrzydła” (1975),
- „Leokadia i tygrys” (1975),
- „Leokadia ni to ni owo” (1975),
- „Leokadia niekoń” (1975),
- „Przygody skrzatów” (1975),
- „Skrzaty w kuchni” (1976),
- „Świąteczne przygody skrzatów” (1977),
- „Podejrzenie” (1977),
- „Ręce i nogi” (1978),
- „O pięknej Parysadzie” (1978),
- „Jajko” (1979).
- „Sekundeczka” (1980).

Źródło: FilmPolski.pl.

### Reżyseria
- „Skrzaty w łazience” (1981),
- „Skrzaty i zabawki” (1982),
- „Trzy Misie” (1983),
- „Malowanki Skrzatów” (1983),
- „Przygody Misia Uszatka” (1984, 1986, 1987),
- „Maurycy i Hawranek” (1987, 1990),
- „Leśny Konkurs” (1989)[1].

## Nagrody i odznaczenia
- Nagroda Specjalna za animację na IX Ogólnopolskim Festiwalu Filmów i Widowisk Telewizyjnych w Poznaniu (1986) za odcinek Misia Uszatka,
- Brązowy Słonecznik na Festiwalu Seryjnych Filmów dla Dzieci w Gołańczy (1986) za „Stary zegar” (1986),
- Brązowy Słonecznik na Festiwalu Seryjnych Filmów dla Dzieci w Gołańczy za „Podróż Uszatka” (1987)[2],
- Odznaka „Zasłużony Działacz Kultury” (1983)[1][3],
- Srebrny Krzyż Zasługi (1986)[1].